# Црква Успења Пресвете Богородице Добри Поток (Крупањ)
Црква Успења Пресвете Богородице Добри Поток налази се око километар северно изнад Крупња, поред старог крупањског гробља, данас на граници села Липеновића и Крупња.
Око цркве задњих тридесетак године формиран је црквени парк у коме доминирају дрвене зграде-собрашице, за одмор посетилаца, као и зидане грађевине у коме су смештене музејске поставке, којима су представљени стари занати и историјат и живот Рађевине. У склопу парка налазе се и две подземне капеле посвећене Св. Великомученику Прокопију и Светој Петки, етно домаћинство и старо крупањско гробље.

## Историја
Место где се црква налази зове се Добри Поток по селу Добри Поток у коме се црква налазила по турском попису из 1528. године. Током времена избрисало се име Добри Поток јер је доминирало име до села Липеновића. Ово је прва крупањска црква јер у самом Крупњу у време Дубровчана постојала је католичка црква Св. Петра, а за време Турака џамија. Једино место склоњено због историјских прилика било је Добри Поток. Тако су Крупњани овде саградили цркву, а до њега основали и своје прво гробље. Године 1600,—1604. истичу се житељи села Добри Поток — поп Паун и Алекса. У то време црква добропоточка налазила се у оквиру Зворничке епархије. У периоду до 1771. године црква у Добром Потоку је спаљена од Турака. О овоме говоре трагови угљенисаног дрвета пронађених приликом копања око самог храма, као и трагови изгорелих греда у зидовима самога храма. По овоме се закључује да је црква била озидана каменом, а да је само дрвена конструкција изгорела. Године 1826, у цркви је постављен нови иконостас који је до данас сачуван. Године 1833, Рађевина и Јадар су захваљујући кнезу Милошу Обреновићу придружени Србији, а 1835. године стварањем Шабачке епархије од шабачког, ваљевског и подринског округа Рађевина припада овој епархији са седиштем у Шапцу.
По записима из 1893. године сазнајемо да црква има пет дуборезних крстова изнад иконостаса, чесму са две цеви „Браће Југовића“, дрвену звонару као и зграду где се народ састаје. Током Првог светског рата 1914. године аустријска војска није оштетила храм сем што су скинули црквена звона са звонаре и однели га са собом. Касније, тек 1926. године, купљено је једно звоно, а 1935. године друго звоно, као што је 1930. године затворена припрата.

## Архитектура и сликарство
Црква Св. Успења Пресвете Богородице је једнобродна грађевина тј. има облик мало издуженог правоугаоника са полукружном апсидом. Храм је у основи дужине 17 м а ширине 5,80 м. Покривена је високим стрмим кровом од шиндре висине 8,50 м. Техника данашњег покривања јесте путовање, док је стара шиндра била у систему шашовака. По својој архитектури личи на наше цркве брвнаре. Ниски обимни зидови су од ломњеног притесаног камена кречњака и сиге која прати обавезно углове и сводове врата и прозора. Омалтерисана је споља и изнутра. Некадашњи трем на дрвеним стубовима заменила је дрвена припрата затворена 1930. године.
Улаз у храм чини отвор са сводом - некадашња улазна врата. Под храма некада је био поплочан циглом, а данас га замењују бетонске плочице. Испред иконостаса у поду налази се амвон од тесаног белог полумермерана којем је урезана шестокрака звезда име Недељко и година 1858. Име се односи на мајстора који је отесао и поставио исто тако од полу мермера плоче пода олтара. Црква има два прозора. Један на истоку у олтару, а један до иконостаса на јужној страни. Врата данас постоје само једна док су некада поред западне стране постојала и на јужној страни али су, не зна се када, зазидана.
Данашњи иконостас урађен је 1970. године. План за иконостас израдио је др Драгомир Тадић архитекта из Београда. Иконе насликао академски сликар Живко Стојисављевић професор из Београда, а дуборез за иконостас израдио је Благоје Митровић столар из Ваљева.